# Йохан I фон Финстинген
Йохан I фон Финстинген (на немски: Johann I von Vinstingen; * пр. 1270; † 1303) е господар на Малберг в Айфел, Фалкенберг (Фолкемон) и Финстинген (Фенетранж) в Херцогство Лотарингия.

## Произход
Той е син на Куно фон Малберг „Велики“, господар на Финстинген († 1262), господар на Фалкенберг, и съпругата му графиня фон Лайнинген, дъщеря на граф Фридрих II фон Саарбрюкен-Хартенбург-Лайнинген († 1237) и графиня Агнес фон Еберщайн († 1263). Внук е на Мербодо II фон Малберг († сл. 1225) и Ита фон Мандершайд († 1237). Баща му Куно фон Малберг-Финстинген е брат на Хайнрих II фон Финстинген († 1286), архиепископ на Трир и курфюрст на Курфюрство Трир (1260 – 1286). Брат е на Бруно фон Финстинген († 30 януари 1285), Боемунд фон Финстинген († сл. 1286), архдякон и провост на „Св. Паулин“ в Трир, и Елизабет фон Финстинген († сл. 1301), омъжена за граф Хуго IV фон Лютцелщайн († 1304/1315).

## Фамилия
Йохан I фон Финстинген се жени за неизвестна по име и има децата:
- Хайнрих I фон Финстинген „Стари“ (* пр. 1307; † 7 септември или сл. 1 декември 1335), господар на Финстинген, Бракенкопф и Фалкенберг, женен пр. 31 май 1319 г. за Валбурга фон Хорбург († 25 септември 1362)
- Улрих фон Финстинген-Бракенкопф († сл. 1308)
- Йоханес фон Финстинген-Бракенкопф (* пр. 1309; † сл. 1319)
- Елизабет фон Финстинген-Бракенкопф († сл. 1338)

## Галерия
- Дворец Финстинген
- Замък Малберг, 1635
- Дворец Малберг (2012)